# Українці Уругваю
Українці Уругваю (ісп. ucranianos) — національна меншина в Уругваї. Згідно з оцінками 1990-х років, 10 тис. українців проживає в Уругваї.

## Історія
Масове переселення українців в Уругвай почалося в 1920-х роках. Вперше до Уругваю почали прибувати переселенці переважно із Західної Волині та Західного Полісся, із сіл Східної Галичини. Також частина переселенців з Аргентини. У 1946—1950 роках у цю країну переселилися так звані «переміщені особи» з Центральної Європи (особи, вивезені на примусову працю до Німеччини і політичні біженці). У 1960—1970-х роках значна частина українського населення Уругваю виїхала до Аргентини, США, Канади.
Також деякі українці поїхали до СРСР (з 1955 року).
В приміщенні театру «Артигас» у Монтевідео (Colonia 870—900) 28 липня-1 серпня та 5-9 вересня 1923 р. пройшло 10 концертів Української республіканської капели під керівництвом Олександра Кошиця. Капела прибула до Монтевідео 28 липня і одразу ж дала перший концерт. З залу лунали вигуки «Найкращі в світі!». Уругвайська преса пише після української прем'єри: «Немає сумніву, що український хор поставив нас перед мистецтвом найбільш високим та найбільш оригінальним». Концерти відвідував президент Уругваю Хосе Серрато, дипломатичні представники США, Франції, Мексики, Перу, Великої Британії та ін. О. Кошиць писав: «На обох останніх концертах був президент Уругваю. Успіх мали колосальний». Окрім промоції суто національного мистецтва, капелу цінують за мультикультурний підхід. Кошицеві обробки національних гімнів США та Мексики розкривають діалоговий характер української культурної місії. Виступи капели промовляли до душі інших народів. Це дозволило витримувати конкуренцію, адже паралельно з українськими концертами в іншому театрі Монтевідео йдуть прем'єри під орудою Ріхарда Штрауса. Водночас відбуваються в Монтевідео гастролі російського піаніста Олександра Боровського. У розмові з Кошицем він цікавиться: «Яка тут публіка?». «Чудова» — відповідає Кошиць. «Питаю — каже Боровський- бо я її на своєму концерті не бачив». Криза глядача і брак заробітку і у групи російських балалаєчників -«у вересні ми жертвували на їх виїзд пези — збір був у їдальні московки, де ми обідали» — пише О. Кошиць у своєму щоденнику. Наразі будівлю театру розібрано, проте встановлено меморіальний знак.
Товариство «Просвіта» в Східній республіці Уругвай було утворено в Монтевідео в 1934 р., як неофіційна філія «Просвіти» у Буенос-Айрес (за законами Аргентини громадська організація не могла мати філій в інших країнах). Тут була приватна домівка. Було закуплено ділянку під будівництво. Голова «Просвіти» в Монтевідео Теофіл Літошенко в листопаді 1935 р. майже через рік після її заснування, стверджував, що штаб-квартира «Просвіти» в Буенос-Айресі діяла як «українське консульство» в південній півкулі. Проте через внутрішні конфлікти товариство розпалося. Активні українці переїхали до Буенос-Айреса.
Поза Монтовідео існує ще громада в Серро — тут радянізовані українці. Вони не підтримують зв'язків з «Просвітою». Якась українська організація існувала в Сан-Хавьєр (San Javier).
У части військової диктатури в Аргентині українські передачі велись через радіостанцію в Колонії Сакраменто (Rivadavia 383, Colonia del Sacramento, Uruguay).

## Розселення
Майже половина переселенців осіла в столиці країни, місті Монтевідео, решта розосередилася по країні. Населення департаменту Сальто майже повністю складають вихідці із Західної Волині та Західного Полісся. Українці живуть також в районах Сан-Хосе і Пайсанду.

## Сучасність
Організованого українського суспільно-культурного життя в Уругваї наразі немає. Активізувати його намагається Посольство України в Аргентині. Воно ж домоглося пожвавлення міжнародних стосунків, зокрема скасування віз між Україною та Уругваєм з 15.02.2019 р. 25 квітня 2012 р. в історичній будівлі Міністерства закордонних справ Уругваю було проведено церемонію презентації і погашення пам’ятної поштової марки «20-а річниця дипломатичних відносин: Уругвай – Україна». Цього ж дня відбулося урочисте відкриття Почесного консульства України в Уругваї, в якому взяли участь Міністр закордонних справ України К. І. Грищенко, Надзвичайний і Повноважний Посол України у Східній Республіці Уругвай за сумісництвом О. С. Тараненко, перший Почесний консул України в Уругваї Д. Гуадалупе Бренна, представники політичних і бізнесових кіл Уругваю, дипломатичного корпусу та української громади. Почесно консульство України в Уругваї (тут працюють уругвайці, задача консульства – торговельні відносини) знаходиться за адресою  Costa Rica 1538, 11.500 Montevideo, Uruguay.